# Piel naranja... años después
Piel naranja... años después es la continuación de la telenovela "Piel naranja", una de las telenovelas más exitosas de la televisión argentina de la década del '70. Sobre libros originales de Alberto Migré y supervisada por él mismo, esta secuela fue producida por Sebastián Borensztein y Cuatro Cabezas (productora independiente de televisión) para Canal Trece en 2004.
El programa nació como producto de un programa de telerrealidad auspiciado por una reconocida marca de jabones. Cabe destacar que a partir del año 2001, en Argentina los reality shows tuvieron una enorme repercusión logrando abarcar la mayor parte de las franjas horarias de la televisión (recuérdese Expedición Robinson, Gran Hermano, El Bar TV, Confianza Ciega y muchos más). Y en este caso puntual, el premio de este concurso tenía por objeto un papel protagónico para una ficción de Canal 13. Es así como se conformó el jurado que evaluaba a las concursantes del reality, entre el cual estuvo el mismo Alberto Migré. Finalmente, la ganadora fue Carla Pandolfi quien obtuvo su personaje principal en la continuación de uno de los programas más recordados de la televisión argentina, "Piel naranja".
Es así como en enero de 2004 salieron al aire 4 episodios semanales en donde se narraba la secuela de la famosa historia del triángulo amoroso que había terminado trágicamente. De hecho, la telenovela original de 1975 fue una de las pioneras en atreverse a narrar un final de tragedia que contempló la muerte de -ALERTA: SPOILER-los tres personajes principales, los cuales dos de ellos (la pareja protagónica) fue asesinada. 
Para esta ocasión nuevamente se contó con actores que participaron de la telenovela original, como Arnaldo André, Pablo Codevila y China Zorrilla. Y especialmente tuvo la presencia de Leonor Benedetto y Diego Olivera. A modo de detalle particular, en el último episodio de los 4 que se emitieron, estuvo presente Marilina Ross, quien junto a Arnaldo André formaron la pareja protagónica de la historia original.
El programa tuvo la particularidad de contar con innumerables flashback (recuerdos del pasado), en blanco y negro (puesto que en 1975 aún no había transmisiones a color por televisión) con la telenovela original. 
Bajo la Dirección Integral de Diego Suárez, "Piel Naranja... Años Después", fue la última participación de Alberto Migré en la televisión argentina antes de su fallecimiento en 2006.

## Argumento
La historia apunta al final de la telenovela original y sus terribles consecuencias. Cabe recordar que ""Piel naranja"" había finalizado luego de que Joaquín Salazbau (personaje interpretado por Raúl Rossi) asesinara con un revólver a su esposa Clara Romero (interpretado por Marilina Ross y a su amante Juan Manuel Alinari (papel estelar de Arnaldo André), dándole a él mismo un infarto y muriendo también. Así finalizó el triángulo amoroso que había nacido y cautivado a millones de personas.
Sin embargo, Juan Manuel no murió. Pudo sobrevivir a la tragedia, pese a quedar atormentado por los impactantes recuerdos de Clara y el fantasma del temor de Joaquín. Luego de 28 años, Juan Manuel es ahora propietario de uno de los viveros más importantes de Escobar, aislándose completamente del amor y resignando para siempre la posibilidad de volver a enamorarse. Al mismo tiempo, Selena (personaje de Leonor Benedetto) vuelve a reencontrarse con el hijo de su difunto esposo, "El Potro" (Diego Olivera) despertando nuevamente los rencores y reproches entre ambos. Pero no llega sólo, sino que regresa acompañado de su esposa (papel de Carla Pandolfi). 
Estas dos historias, la de Juan Manuel y la de Selena, se cruzan en el destino con el afán de ayudarse mutuamente a salir de sus respectivos mundos asfixiantes por los recuerdos y el peso de un pasado que no les deja vivir el presente. Al final de la historia, Juan Manuel conoce a una vecina que se muda al lado de su casa (breve personaje interpretado por Marilina Ross) quien le devuelve los ojos a la vida y el deseo de vivir. 
Si bien este argumento estuvo basado en los libros originales escritos por Alberto Migré, el mismo autor reveló en reportajes que sus guiones fueron modificados por la producción encargada de llevar el producto a la pantalla. Este detalle muestra los cambios que afronta la televisión de esta época en donde diversas personas dirigen los cambios en los libretos modificando en ocasiones las líneas originales, en contraposición con 1975 en donde el autor era el único responsable de tener el control de todos los aspectos vinculados con el libro y los guiones (letra por letra) de un programa. Pese a eso, la secuela en cierta forma disminuyó el gran impacto causado por la tragedia de la historia en la telenovela original, acercándose nuevamente a un final "feliz" o, si se quiere, con más equilibrio luego del quiebre del esquema tradicional en telenovelas que se emitió, pero consagrándola como una de las más exitosas y recordadas hasta hoy.

## Elenco
- Arnaldo André
- Leonor Benedetto
- Diego Olivera
- Carla Pandolfi
- China Zorrilla
- Pablo Codevila

## Equipo técnico
- Dirección: Diego Suárez
- Postproduccion: Maximiliano Ezzaoui
- Producción: Sebastián Borensztein
- Basada en libro original de: Alberto Migré
- Canal 13 Televisión Argentina.

- Datos: Q6075393